# Karl Habsburg-Lothringen

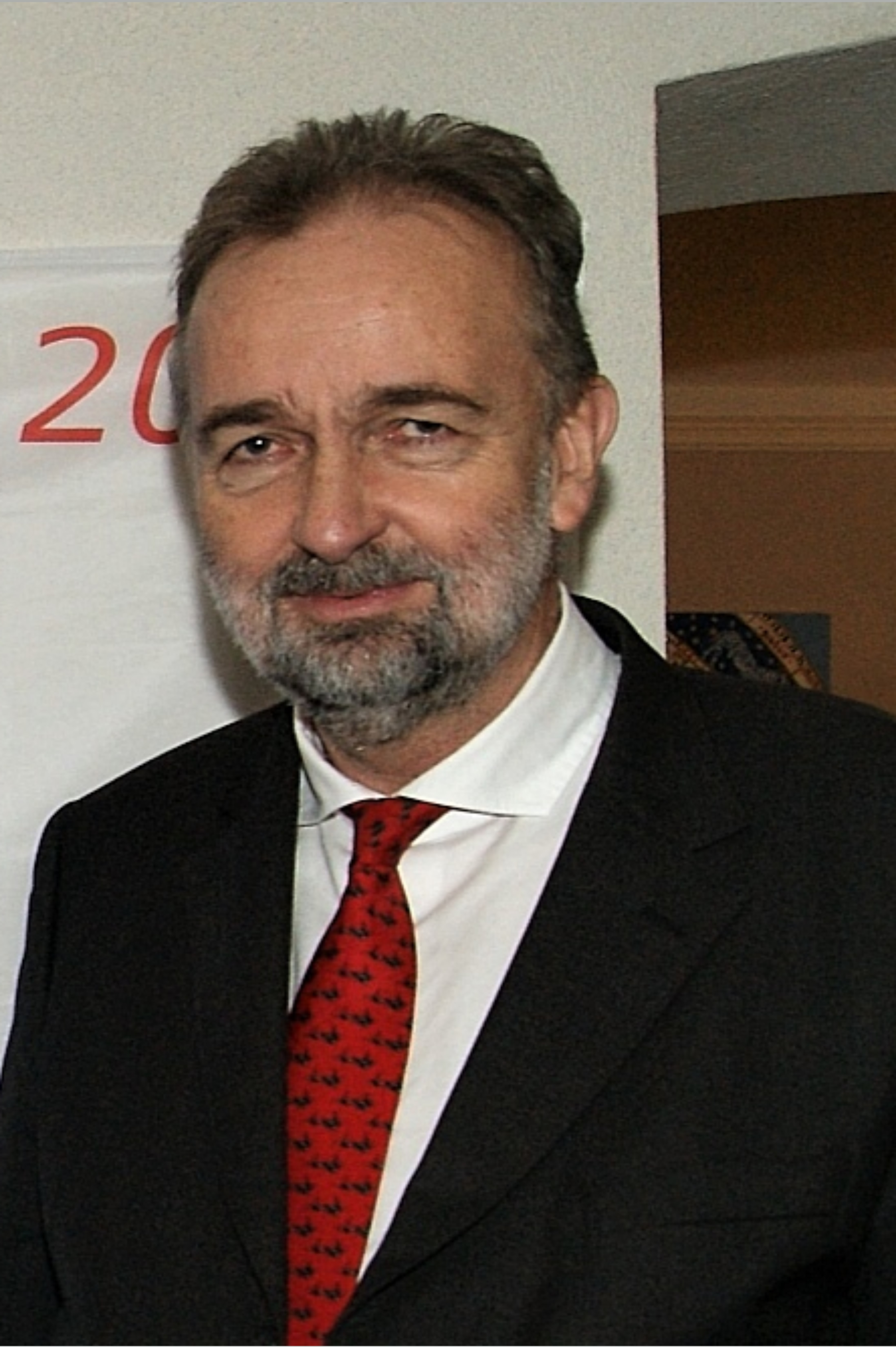
Karl Habsburg-Lothringen (2022).

Karl Thomas Robert Maria Franziskus Georg Bahnam Habsburg-Lothringen, född 11 januari 1961 i Starnberg, är en österrikisk politiker.
Från 1996 till 1999 var Karl Habsburg-Lothringen ledamot av Europaparlamentet för partiet Österrikiska folkpartiet (ÖVP). Efter att oegentligheter kring vissa kampanjbidrag uppdagats fick han inte vara med på partiets kandidatlista i 1999 års val till EU-parlamentet varför han i stället ställde upp på en egen lista, Christlich Soziale Allianz (Liste Karl Habsburg), vilken dock bara fick 1,5 procent av de österrikiska rösterna och misslyckades med att ta sig in i parlamentet.
Han är son till Otto von Habsburg och Regina av Sachsen-Meiningen. Han är sedan 2007 överhuvud för den habsburgska ätten och sedan 2011 (efter faderns frånfälle) även dess huvudman. Han är också stormästare av Gyllene skinnets ordens österrikiska gren sedan 2000.

## Familj
Karl Habsburg-Lothringen gifte sig 31 januari 1993 i Mariazell med Francesca von Thyssen-Bornemisza, född 7 juni 1958. I äktenskapet har fötts tre barn:
1. Eleonore Jelena, född 28 februari 1994
2. Ferdinand Zvonimir, född 21 juni 1997
3. Gloria Maria, född 15 oktober 1999